# Delejów
Delejów (Dalyeyow, Deliow, ukr. Делієве, czyt.Delijewe) – wieś na Ukrainie, w obwodzie iwanofrankiwskim, w rejonie iwanofrankiwskim, w gminie Dubowce.

## Historia
W okresie Korony Królestwa Polskiego wieś położona była województwie ruskim, w ziemi halickiej.
Jedna z najstarszych osad w powiecie. Jan Kola, właściciel wsi w 1401 ufundował parafię rzymskokatolicką i dzięki niemu w 1410 powstał pierwszy kościół parafialny. W 1427 stolnik królowej Zofii Holszańskiej, przyszły kasztelan halicki ufundował i uposażył tutaj kościół parafialny. Od 1436 r. notowany jest tutaj sołtys (advocatus) Andrzej, co świadczy o jej lokowaniu na prawie niemieckim. Nie wiadomo, czy cała osada została objęta tą reorganizacją prawną, czy też lokacja na prawie niemieckim ostatecznie nie powiodła się. Według rejestru podatkowego w 1515 we wsi znajdowały się: kościół, młyn i 6 pół (ok. 150 ha) ziemi uprawnej. W tym czasie uiszczono podatek, którego podstawa było 6 łanów kmiecych, pop oraz stado liczące 100 owiec (ŹD XVIII/1, 172), nie ulega zatem wątpliwości pobyt ludności prawosławnej i wołoskich pasterzy.
Pierwszy kościół w Delejowie pw. św. Marii Magdaleny i św. Jerzego został zbudowany z cegły. Uległ pożarowi w 1520, po czym został odbudowany. Po utworzeniu organizacji dekanalnej w archidiecezji lwowskiej parafia weszła w skład dekanatu uściecko-halickiego, pozostając w zależności od rzymskokatolickiej parafii w Uściu. 1576 należy do dóbr Mikołaja Mieleckiego, wojewody podolskiego. Z roku 1646 pochodzi wiadomość, że odbudowany kościół z drewna w Delejowie był filią parafii uścieckiej. Siedzibę parafii w 1726 Jan Stanisław Jabłonowski przeniósł z Dalejowa do Mariampola i należycie ją uposażył, o czym mówi dekret arcybiskupa lwowskiego Jana Skarbka z 10.IV.1736.
W okresie Królestwa Galicji i Lodomerii (wchodzącego w skład: Monarchii Habsburgów, a potem Cesarstwa Austriackiego i Austro-Węgier) wieś położona w Okręgu administracyjnym Namiestnictwa we Lwowie, obwód stanisławowski, powiat halicki, a od 1866 powiat stanisławowski.

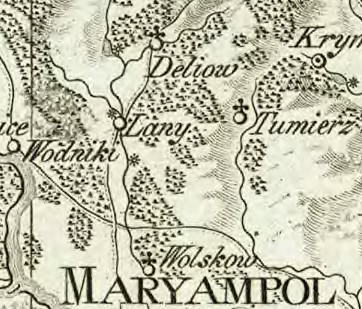
Delejów (Deliow) 1824

W tym okresie wieś należy do klucza marjampolskiego księżnej Anny Jabłonowskiej. Zajmuje obszar przeszło 3200 morgów, z czego ok. 1000 morg stanowi posiadłość dworską, a z reszty więcej niż połowa posiadłości w polskim ręku pozostaje. Wieś leży w dolinie, której teren podnosi się od południa ku północnemu wschodowi. Od strony wschodniej znajduje się wzdłuż całej wsi znaczna wyniosłość, która odrzyna się od doliny „Zgniłego” potoku stromym, zalesionym upłazem wznoszącym się na południowym krańcu wsi, naprzeciwko dworu. Wieś sama dzieli się na dwie części: południową zwaną „Dolesile” i północną „Horosile”. Kilka chat za dworem tworzy przysiołek „Scianka”. Poszczególne części wsi nazywają się: „Rów”, „Johanówka”, „Głęboka”. Na wschód od kościoła wyniosłość urozmaicona skałami pełnymi szczelin nosi nazwę „Skały”. Najwyższe wzniesienia „Krzywe niwy” wznoszą się do wysokości 356 m n.p.m. Od północy na południe przepływa potok zwany Zgniłym. Wypływa on z Byszowa (części zwanej „Monastyr”), płynie wzdłuż całej wsi, później wzdłuż Łanów, Wołczkowa i pod Maryampolem uchodzi do Dniestru. Z potokiem „Zgniłym”, zwanym też „Gniłym” łączy się w pobliżu Łanów niewielka rzeczka zwana „Zabłocie”, płynąca od strony „Trantów” po zachodniej stronie wsi. Ludność polska, szlachta zaściankowa, zajmuje się rolnictwem i wytłaczaniem. Gleba nie na leży do najlepszych: zalicza się do 4 lub 5 klasy.
Dwie rodziny przechowują dowody szlachectwa, tzw. legitymacje szlacheckie: Malinowscy herbu Ślepowron i Kaczkowscy herbu Prus, prawdopodobnie z ziemi krakowskiej. Reszta szlachty dowodów takich nie posiada, ale o jej pochodzeniu szlacheckim świadczą same nazwiska, jak: Bahrynowski, Białogłowski, Borkowski, Borodajkiewicz, Hetman, Jankowski, Jaroszewski, Klementowski, Komanowski, Koryzmal, Krzywanek, Krzywczyński, Kunicki, Kuczeryna, Leszczyński, Lisowski, Lubieniecki, Łuczyński, Magnowski, Malinowski, Martyni, Piasecki, Rakowski, Rybczyński, Sierakowski, Sikorski, Staniszewski, Sumisławski, Wierzbicki, Wiszniowski, ZiemIański, Żurawicki, Żyhak.

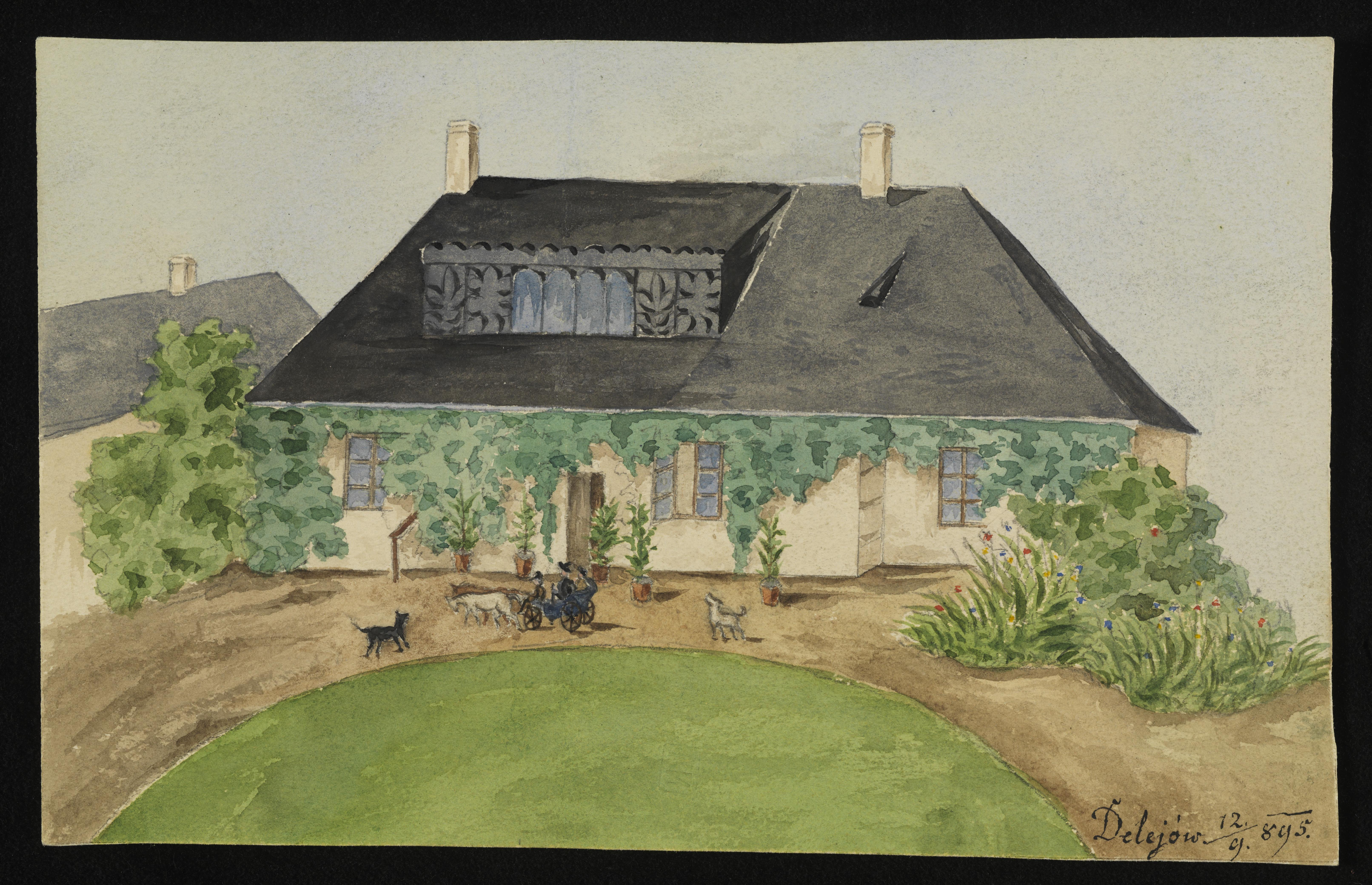
dworek w Delejowie, akwarela 1895

Według spisu z 1854 Delejów zamieszkiwało 665 osób.
W 1880 r. w gminie mieszkały 1183 osoby wyznania: rzym. kat. 425, gr. kat. 737, izrael. 21; właścicielka większej posiadłości Róża Cywińska.
Od 1894 r. Delejów to samodzielna parafia wyodrębniona z par. Mariampol z wsiami: Łany, Tumierz.
W 1900 r. ludność polska i ruska liczy 1582 dusz oraz 70 w obszarze dworskim.
W 1903 r. właścicielem tabularnym była Rozalia Cywińska. W 1910 we wsi mieszkało 1778 osób, właścicielami byli: Rozalia Cywińska i hr. Edward Raczyński.
W 1914 roku świątynia w Delejowie ponownie stała się filią parafii w Mariampolu.
W 1911 r. urząd pocztowy prowadził Gustaw Andrusiewicz, działały dwie szkoły podstawowe: w Delejowie Dolnym uczyli: Stanisław Fitz i Olga Mykiecej, a w Delejowie Górnym: Emilia Urbany i Franciszek Langer; akuszerką była: Ludmila Klecan.
W czasach II Rzeczypospolitej miejscowość była siedzibą gminy wiejskiej Delejów w powiecie stanisławowskim województwa stanisławowskiego.

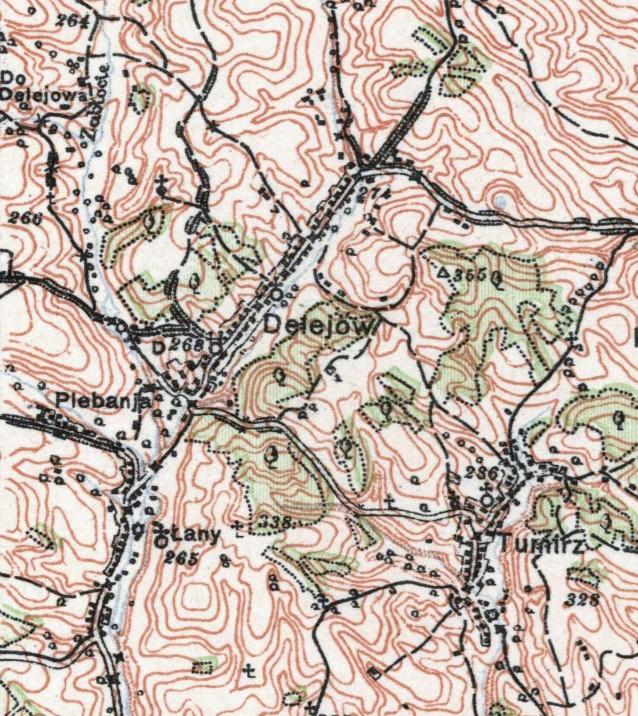
Delejów i przysiołek Plebania 1925

Samodzielna parafia Delejów powstała w 1925 r. W świątyni znajdowały się trzy ołtarze: główny, drewniany z obrazem Matki Bożej Bolesnej w polu, poniżej św. Michała Archanioła, a po bokach rzeźby apostołów. Boczny w kaplicy południowej, drewniany, w polu z płaskorzeźbą św. Wojciecha, na zasuwie znajdował się obraz św. Rozalii. Ołtarz boczny w kaplicy północnej, drewniany z gipsową rzeźbą Najświętszego Serca Pana Jezusa. W kościele były także organy, wykonane przez Franciszka Radzickiego w 1929 roku. Po zakończeniu II wojny światowej w latach 1954–1958 kościół został rozebrany przez pracowników miejscowego kołchozu.
W 1934 r. w skład gminy Delejów z siedzibą w Delejowie weszły: dotychczasowe gminy wiejskie: Byszów, Chorostków, Delejów, Jeziorko, Kończaki Nowe, Kończaki Stare, Krymidów, Meducha, Międzyhorce, Siemikowce, Tumierz, Tustań. W tym okresie gminę zamieszkiwało 13005 osób.
Podczas okupacji część gminy weszła w skład nowej gminy Halicz.
Miały tutaj miejsce zbrodnie nacjonalistów ukraińskich na polskiej ludności cywilnej w okresie II wojny światowej. W kwietniu 1944 nacjonaliści ukraińscy obrabowali i spalili dwór i około 290 gospodarstw polskich oraz zamordowali 48 Polaków.
Po II wojnie światowej obszar gminy został odłączony od Polski i włączony do Ukraińskiej SRR.

## Wygląd wsi przed II wojną światową
Delejów nie posiadał ulic jako takich. Główna ulica to gościniec, przy którym znajdowały się domostwa, a zmierzając w kierunku południowym znajdowała się cerkiew, dalej dwór właściciela ziemskiego Rafała Cywińskiego. Za dworem droga wiodła do Łan, a dalej do Mariampola. Nieco na południowy zachód – Jezupol. W kierunku północno-zachodnim droga wiodła na Winniki, a dalej do Dubowiec gdzie znajdowała się stacja kolejowa.
Kościół rzymskokatolicki znajdował się w dolnej części Delejowa zwanej Dorosile, tuż nad potokiem Gniłym (Zgniłym) po jego prawej stronie. Plebania umiejscowiona była na Kolonii, położonej na zachód od dworu. Za kościołem znajdowały się „skały” gdzie wydobywano kamień. Kościół parafialny pw. św. Wojciecha w Delejowie Kościół nie istnieje. Na jego miejscu znajduje się greckokatolicka kapliczka oraz sklep.
Dom Ludowy zakończono budować w latach 1936–1937. W 1944 został spalony, a jego pozostałości zostały rozebrane na początku XXIw. Na parterze: po lewej znajdował się sklep towarów mieszanych należący do Kółka Rolniczego; po prawej mieściła się mleczarnia. W mleczarni prowadzono skup i przetwórstwo mleka. Z tyłu znajdowała się chłodnia, w której zimą gromadzono lód wykuwany z Dniestru. Na parterze była też remiza Ochotniczej Straży Pożarnej, do której należała znaczna liczba mieszkańców. Na wyposażeniu był sprzęt gaśniczy łącznie z ręczną pompą, odbywały się ćwiczenia. Na pierwszym piętrze znajdowały się biura Urzędu Gminy Zbiorowej. Z uwagi na urząd, zgodnie z przepisami na budynku musiała być na stałe wywieszona flaga Polski. Na drugim piętrze znajdował się posterunek policji. W Domu Ludowym były organizowane zabawy i imprezy kulturalne. Z inicjatywy Rafała Cywińskiego i ks. Arwońskiego powstał amatorski teatr pantomimiczny prezentujący swoje spektakle. Istniała orkiestra, odbywało się szereg konkursów.

## Współczesność
We wsi znajduje się chlewnia ukraińsko-duńskiej firmy «Даноша» (Danosha). W 2015 pogłowie świń wynosiło 15 tysięcy, w tym w chlewni w Delejowie 4 tysiące macior. Danosha jest w grupie trzech największych producentów wieprzowiny na Ukrainie.

## Urodzeni w Delejowie
Jan Zawadzki (1908-n.n.)
Mieczysław Makarewicz (1929-2012)
Mieczysław Kaczkowski (1938-1981) – założyciel Głogowskiego Towarzystwa Kultury, pierwszy dyrektor Muzeum Archeologiczno-Historycznego w Głogowie